# Laura Bush
Laura Bush (született Laura Lane Welch, Midland, Texas, 1946. november 4. –) az Amerikai Egyesült Államok 43. first ladyje. Férje, George W. Bush az Amerikai Egyesült Államok 43. elnöke.

## Élete
Laura Welch apja, Harold Welch ingatlanfejlesztő és Jenna Louise Hawkins Welch, a vállalkozásuknak könyvelő anyja egyedüli gyermekeként a texas-i Midlandben nevelkedett. 1968-ban szerzett tanári alapdiplomát, majd tanulmányait könyvtár szakon folytatta, a University of Texas at Austin egyetemén kapott mesterdiplomát.
Leendő férjével egy közös barátjuk grillpartiján találkozott 1977. júliusában. A találkozást szeptemberben eljegyzés követte, majd 1977. november 5-én Midlandben összeházasodtak. 1981. november 25-én ikerlányaik születtek, Barbara és Jenna.
Mivel férjét texas-i kormányzóvá választották, 1995. január 17. – 2000. december 21. között Texas állam first lady-je volt.
Az Egyesült Államok first lady-jévé 2001-ben vált, férje első elnöki periódusának megkezdésével. First lady-ként igen népszerű volt, hivatali idejében (2001. január 20. – 2009. január 20.) elismertsége a közvéleménykutatások szerint 63-80% között mozgott. Ezzel férje, az elnök elfogadottságát általában meghaladta.